# リチャード・ブロンプトン
リチャード・ブロンプトン（Richard Brompton、1734年 - 1783年)は、イギリスの肖像画家である。サンクトペテルブルクなどでも働いた。

## 略歴
ロンドンの肖像画家のベンジャミン・ウィルソン(1721-1788)の弟子であった。イタリアに修行に出て1757年から1765年の間滞在し、当時ローマで活動していた画家のアントン・ラファエル・メングス(1728-1778) に学んだ。ヴェネツィアの大使に1763年に任命された、ノーサンプトン伯爵と知り合い、伯爵とヴェネツィアに移るが、伯爵は程なく亡くなった。ヴェネツィアでは旅行中のヨーク・オールバニ公と同行するイギリス人紳士たちの肖像画を描いた。
1865年にイギリスに戻り、肖像画家として働いた。ロイヤル・アカデミー・オブ・アーツの前身である芸術家協会の会員になった。贅沢な生活を
好んだため借金に苦しむようになり、1780年には債務者監獄に収監された。ロシア皇帝エカチェリーナ2世によって救われ、エカチェリーナ2世に招かれ、サンクトペテルブルクに移って働き、グリゴリー・ポチョムキンなどの支援を受けた。
1783年にサンクトペテルブルクで亡くなった。

## 作品

チャールズ・ソーンダース(1772) Royal Museums Greenwich
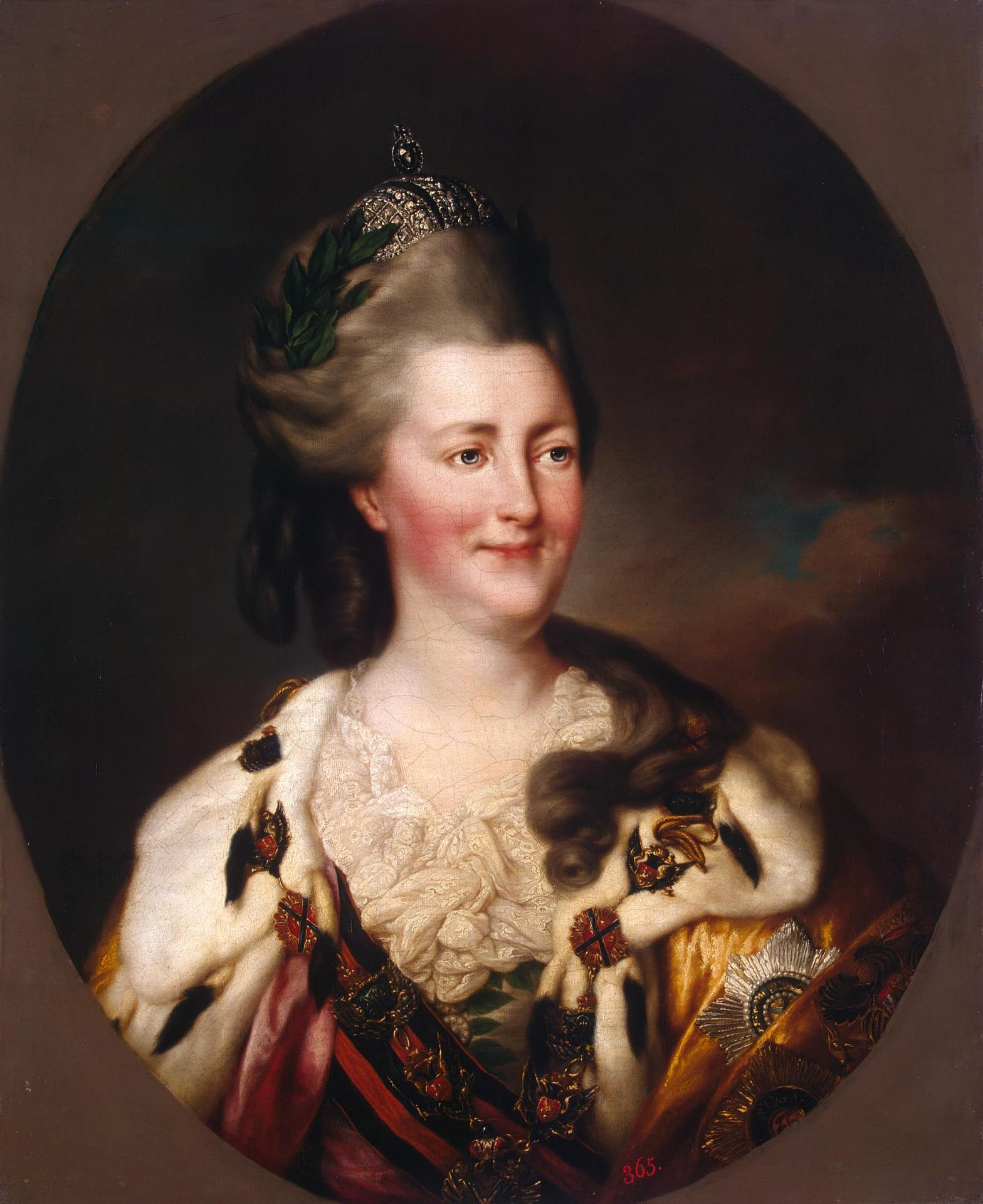
エカチェリーナ2世 (1782) エルミタージュ美術館
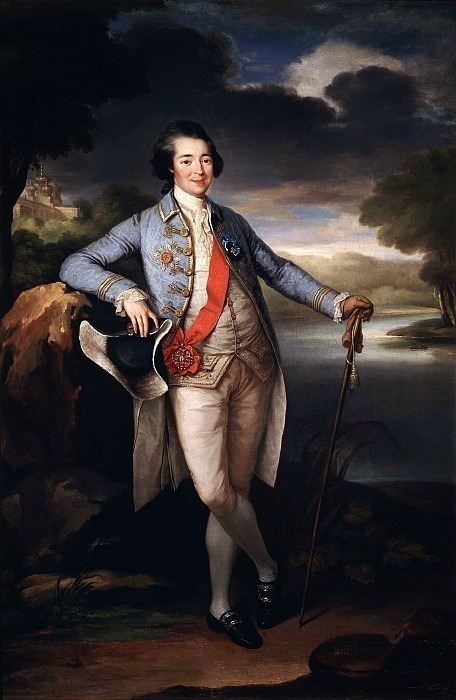
アレクサンドル・クラーキン (1781) トレチャコフ美術館
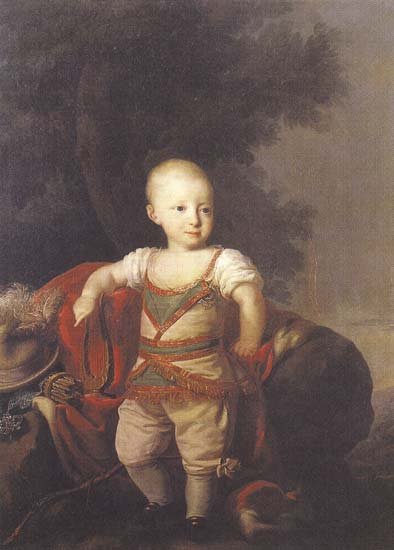
幼少期のコンスタンチン・パヴロヴィチ (c.1780)